# Christine Løventoft
Christine Løventoft (f. 1979) er dansk/græsk kunsthistoriker og tidligere fotomodel. Hun har siden 2017 været direktør for Museet for Religiøs Kunst i Lemvig. 
Tidligere har hun været leder af Sisimiut & Kangerlussuaq Museum i Grønland. Hun har en Mag.art. i kunsthistorie fra Københavns Universitet samt en MA i museumsstudier fra UCL (University College London).